# Remelana fulminans
Remelana fulminans är en fjärilsart som beskrevs av Schröder och Colin G.Treadaway 1978. Remelana fulminans ingår i släktet Remelana och familjen juvelvingar. Inga underarter finns listade.